# Beherzter Halsbock
Der Beherzte Halsbock (Stictoleptura cordigera) ist eine Käferart aus der Familie der Bockkäfer (Cerambycidae). Er gehört zur Unterfamilie der Schmalböcke (Lepturinae).

## Beschreibung
Die Käfer sind 14 bis 20 Millimeter lang. Die Augen sind zur Fühlereinlenkung hin ausgerandet. Der Halsschild ist glockenförmig und am Vorderrand deutlich eingeschnürt. Die Flügeldecken sind fast gleichmäßig punktiert und tragen eine gelbliche, nur wenig abstehende, kurze und lockere Behaarung. Ihre Zeichnung lässt keine Verwechslung zu. Sie sind intensiv rot gefärbt und tragen in der Mitte einen herzförmigen oder dreieckigen schwarzen Fleck, dessen hintere Spitze bis an das Ende der Flügeldecken in einer schwarzen Naht auslaufen. Die Flügeldeckenspitzen und der Körper sowie das dreieckige Schildchen zwischen den Flügeldecken sind schwarz.

## Vorkommen
Die Käfer sind im Mittelmeerraum bis in die südlichen Alpen weit verbreitet. Aus Süddeutschland liegen zahlreiche ältere Funde vor, neuere Funde fehlen.

## Lebensweise
Die Larven entwickeln sich in morschem Laubholz. Die fertigen Käfer findet man meist auf Blüten, hauptsächlich Doldengewächsen.